# Grande Prêmio de Mônaco de 1962
Resultados do Grande Prêmio de Mônaco de Fórmula 1 realizado em Montecarlo em 3 de junho de 1962. Segunda etapa da temporada, teve como vencedor o neozelandês Bruce McLaren, da Cooper-Climax, que subiu ao pódio ladeado por Phil Hill e Lorenzo Bandini, pilotos da Ferrari.

## Classificação da prova
| Pos. | Nº  | Piloto                  | Construtor           | Voltas | Tempo/Diferença      | Grid | Pontos |
| ---- | --- | ----------------------- | -------------------- | ------ | -------------------- | ---- | ------ |
| 1    | 14  | Bruce McLaren           | Cooper-Climax        | 100    | 2:46:29.7            | 3    | 9      |
| 2    | 36  | Phil Hill               | Ferrari              | 100    | + 1.3                | 9    | 6      |
| 3    | 38  | Lorenzo Bandini         | Ferrari              | 100    | + 1:24.1             | 10   | 4      |
| 4    | 28  | John Surtees            | Lola-Climax          | 99     | + 1 volta            | 11   | 3      |
| 5    | 2   | Jo Bonnier              | Porsche              | 93     | + 7 voltas           | 18   | 2      |
| 6    | 10  | Graham Hill             | BRM                  | 92     | Motor                | 2    | 1      |
| 7    | 40  | Willy Mairesse          | Ferrari              | 90     | Pressão do óleo      | 4    |        |
| 8    | 22  | Jack Brabham            | Lotus-Climax         | 77     | Acidente             | 6    |        |
| Ret  | 34  | Innes Ireland           | Lotus-Climax         | 64     | Bomba de combustível | 8    |        |
| Ret  | 18  | Jim Clark               | Lotus-Climax         | 55     | Embreagem            | 1    |        |
| Ret  | 26  | Roy Salvadori           | Lola-Climax          | 44     | Suspensão            | 12   |        |
| Ret  | 16  | Tony Maggs              | Cooper-Climax        | 43     | Câmbio               | 19   |        |
| Ret  | 20  | Trevor Taylor           | Lotus-Climax         | 24     | Vazamento de óleo    | 17   |        |
| Ret  | 4   | Dan Gurney              | Porsche              | 0      | Acidente             | 5    |        |
| Ret  | 30  | Maurice Trintignant     | Lotus-Climax         | 0      | Acidente             | 7    |        |
| Ret  | 8   | Richie Ginther          | BRM                  | 0      | Acidente             | 14   |        |
| DNQ  | 46  | Jo Siffert              | Lotus-Climax         |        |                      |      |        |
| DNQ  | 24  | Jackie Lewis            | BRM                  |        |                      |      |        |
| DNQ  | 32  | Masten Gregory          | Lotus- BRM           |        |                      |      |        |
| DNQ  | 44  | Carel Godin de Beaufort | Porsche              |        |                      |      |        |
| DNQ  | 42  | Nino Vaccarella         | Lotus-Climax         |        |                      |      |        |
| DNS  | 40T | Ricardo Rodríguez       | Ferrari              |        | Apenas treinou       |      |        |
| WD   | 6   | Roberto Bussinello      | De Tomaso-Alfa Romeo |        |                      |      |        |
| WD   | 12  | Tony Marsh              | BRM                  |        | Carro inconcluso     |      |        |

## Tabela do campeonato após a corrida
|    | Pos. | Piloto          | Pontos |
| -- | ---- | --------------- | ------ |
|    | 1    | Graham Hill     | 10     |
| 1  | 2    | Phil Hill       | 10     |
| 8  | 3    | Bruce McLaren   | 9      |
| 2  | 4    | Trevor Taylor   | 6      |
| 16 | 5    | Lorenzo Bandini | 4      |

|   | Pos. | Construtor    | Pontos |
| - | ---- | ------------- | ------ |
| 3 | 1    | Cooper-Climax | 11     |
| 1 | 2    | BRM           | 10     |
|   | 3    | Ferrari       | 10     |
| 2 | 4    | Lotus-Climax  | 6      |
| 2 | 5    | Lola-Climax   | 3      |

- Nota: Somente as primeiras cinco posições estão listadas. Apenas os cinco melhores resultados, dentre pilotos ou equipes, eram computados visando o título. Neste ponto esclarecemos: conforme o site oficial da Fórmula 1, a partir de 1962 seriam atribuídos nove pontos tanto para o piloto quanto à equipe vencedora e na tabela dos construtores figurava somente o melhor colocado dentre os carros de um time.